# Suzuki DR 350
La Suzuki DR 350 est une moto de type trail produite par le constructeur japonais Suzuki.

## Description
La Suzuki DR 350 est une moto monocylindre de 349 cm3, introduite en 1990 et produite jusqu'en 2001. Elle est d'abord présentée en deux versions : DR 350 pour une utilisation sur piste, et DR 350 S pour une utilisation sur route. Elle est dotée d'un arbre à cames en tête, d'un monocylindre de 349 cm3 (21,3 in3), d'un système de refroidissement avancé (Suzuki Advanced Cooling System ou SACS), d'une lubrification à carter sec, d'une transmission à six vitesses, d'une roue avant de 21 pouces et d'une roue arrière de 18 pouces.
En 1992/1993, le réglage hydraulique de la hauteur du siège (SHC - Seat Height Control) a été ajouté sur le modèle SH, permettant d'abaisser la hauteur de selle de 890 à 840 mm à l'aide d'un volant sur le guidon. Ce modèle est équipé d'éléments de suspension de haute qualité sous la forme d'une fourche inversée.
En 1994, Suzuki remplace avec succès la DR 350 S/SH par la DR 350 SE pour un modèle à démarreur électrique. Cependant, cela a augmenté le poids à vide. Pesant désormais plus de 130 kg, la DR 350 est devenue moins intéressante pour une utilisation sportive en tout-terrain. De plus, pour des raisons de coût, Suzuki a été contraint de rééquiper le DR d'une fourche télescopique classique.
Aux États-Unis, Suzuki a vendu des versions sportives spéciales avec les modèles P, R et N, dotés d'un carburateur à tiroir plat Mikuni 33, d'un système d'échappement ouvert, de meilleurs éléments de suspension, d'un réservoir en plastique et de jantes transversales spéciales. La moto devient plus légère (environ 110 kg) et plus puissante (jusqu'à 34 ch). Ce modèle n'a jamais été distribué sur le marché européen en raison des réglementations environnementales, et des restrictions sur les émissions sonores.
Le moteur est un quatre temps monocylindre refroidi par air (un radiateur d'huile était disponible en accessoire auprès de Suzuki). Il a un arbre à cames en tête (ACT) à quatre soupapes. La cylindrée vaut 349 cm3, l'alésage est de 79 mm, la course est de 71,2 mm. La puissance est de 20 à 24 kW (soit 27 à 32 ch) selon les modèles. Le couple est de 25 à 30 N m. Le moteur a un taux de compression de 9,5:1. Le moteur est lubrifié selon la méthode du carter sec, la quantité d'huile est d'environ 2,1 L
Les carburateurs sont des Mikuni BST-33 CV dans la version européenne, et des carburateurs à tiroir plat Mikuni TM-33 pour la version américaine.

## Modèles et versions
- Suzuki DR350S-L (1990) : tous ont un réservoir blanc et un contour de phare. Cadre, housse de selle, protège-mains et soufflets de fourche en jaune ou bleu. Décalcomanies grises/bleues sur les panneaux latéraux et le contour des phares.
- Suzuki DR350S-M (1990) : petits changements mais style similaire. Jaune/blanc avec graphismes en zigzag orange/rouge ou bleu/blanc avec graphismes vert/bleu.
- Suzuki DR350-M (1991) : introduction à l'enduro, sans clignotants ni support de plaque d'immatriculation, avec une meilleure suspension , des roues à crampons et un réservoir en plastique.
- Suzuki DR350S-N (1992) : un nouveau système permet de faire varier la hauteur du siège : le système « Suzuki Height Control » (SHC) permettait d'abaisser le siège jusqu'à 40 mm. Jaune/blanc avec décalcomanies rose, orange et bleue sur le réservoir DR et les panneaux latéraux.
- Suzuki DR350-N (1992) : identique à au-dessus.
- Suzuki DR350S-P (1993) : jaune/blanc avec réservoir DR rouge et décalcomanies latérales. Rose/orange avec décalcomanies noires sur certains marchés.
- Suzuki DR350-P (1993) : identique à au-dessus.
- Suzuki DR350SE-R (1994) : passage au démarrage électrique.
- Suzuki DR350-R (1994).
- Suzuki DR350SE-S (1995) : le modèle jaune/blanc utilise un châssis noir ; Le modèle bleu/blanc utilise un châssis bleu. Autocollants DR/350 jaune/violet ou bleu/rouge/orange respectivement.
- Suzuki DR350S-S (1995) : identique à au-dessus.
- Suzuki DR350SE-T (1996) : identique à au-dessus.
- Suzuki DR350S-T (1996) : identique à au-dessus.
- Suzuki DR350SE-V (1997) : identique à au-dessus.
- Suzuki DR350S-V (1997) : identique à au-dessus.
- Suzuki DR350SE-W (1998) : la version 350 dédiée tout-terrain porte des panneaux latéraux blancs, des soufflets de fourche jaunes. Siège jaune/noir, un cadre noir, des décalcomanies « Off Roader » sur les panneaux latéraux. Hybride/trail/Tarmac SE avec siège jaune/violet, cadre violet avec décalcomanies « Dual Sport » sur les panneaux latéraux. Les deux ont des bas de jambe de fourche de couleur or. Les graphismes du réservoir/panneau latéral sont des flammes en noir/rouge (350) ou en noir violet (SE).
- Suzuki DR350S-W (1998) : identique à au-dessus.
- Suzuki DR350SE-X (1999) : les deux cadres sont maintenant noirs avec des graphismes plus sobres. Le siège 350 est noir/jaune, le SE est noir/bleu. Tous les panneaux latéraux indiquent maintenant 350.
- Suzuki DR350S-X (1999) : identique à au-dessus.
- Suzuki DR350SE-Y (2000) : identique à au-dessus.
- Suzuki DR350S-Y (2000) : identique à au-dessus.
- Suzuki DR350SE-K1 (2001) : l'année modèle finale pour la DR350. Les protège-mains sont maintenant gris/noirs au lieu de blancs. Même graphisme que 2000 : housse de selle gris noir, flancs et réservoir noirs.
- Suzuki DR350S-K1 (2001) : identique à au-dessus.

## Spécifications techniques
| Modèle                                               | DR350 | DR350 | DR350S | DR350S | DR350SE | DR350SH | DR350SH |
| ---------------------------------------------------- | --- | --- | --- | --- | --- | --- | --- |
| Années de fabrication                                | 1991-1993 | 1994 | 1990-1993 | 1994 | 1994-1999 | 1992-1993 | 1994 |
| Moteur / Groupe motopropulseur                       | | | | | | | |
| Moteur                                               | 4 temps, monocylindre, refroidi par air, 4 soupapes, ACT                                                                                                   | 4 temps, monocylindre, refroidi par air, 4 soupapes, ACT                                                                                                   | 4 temps, monocylindre, refroidi par air, 4 soupapes, ACT                                                                                                   | 4 temps, monocylindre, refroidi par air, 4 soupapes, ACT                                                                                                   | 4 temps, monocylindre, refroidi par air, 4 soupapes, ACT                                                                                                   | 4 temps, monocylindre, refroidi par air, 4 soupapes, ACT                                                                                                   | 4 temps, monocylindre, refroidi par air, 4 soupapes, ACT                                                                                                   |
| Cylindrée                                            | 349 cm3 | 349 cm3 | 349 cm3 | 349 cm3 | 349 cm3 | 349 cm3 | 349 cm3 |
| Alésage x course                                     | 79,0 × 71,2 mm | 79,0 × 71,2 mm | 79,0 × 71,2 mm | 79,0 × 71,2 mm | 79,0 × 71,2 mm | 79,0 × 71,2 mm | 79,0 × 71,2 mm |
| Ratio de compression                                 | 9,5 : 1 | 9,5 : 1 | 9,5 : 1 | 9,5 : 1 | 9,5 : 1 | 9,5 : 1 | 9,5 : 1 |
| Système de lubrification                             | Avec carter sec SACS | Avec carter sec SACS | Avec carter sec SACS | Avec carter sec SACS | Avec carter sec SACS | Avec carter sec SACS | Avec carter sec SACS |
| Carburation                                          | Carburateur Ø 33 mm Mikuni TM33 | Carburateur Ø 33 mm Mikuni TM33 | Carburateur Ø 33 mm Mikuni BST33 | Carburateur Ø 33 mm Mikuni BST33 | Carburateur Ø 33 mm Mikuni BST33 | Carburateur Ø 33 mm Mikuni BST33 | Carburateur Ø 33 mm Mikuni BST33 |
| Système d'allumage                                   | CDI | CDI | CDI | CDI | CDI | CDI | CDI |
| Démarreur                                            | Kick | Kick | Kick | Kick | Électrique | Kick | Kick |
| Embrayage                                            | Multidisque humide | Multidisque humide | Multidisque humide | Multidisque humide | Multidisque humide | Multidisque humide | Multidisque humide |
| Rapport de pré -vitesse (moteur - boîte de vitesses) | 62/22 (2,818) | 64/20 (3,200) | 62/22 (2,818) | 64/20 (3,200) | 64/20 (3,200) | 62/22 (2,818) | 64/20 (3,200) |
| Boite de vitesses                                    | 6 vitesses | 6 vitesses | 6 vitesses | 6 vitesses | 6 vitesses | 6 vitesses | 6 vitesses |
| Rapport de 1re vitesse                               | 29/12 (2,416) | 29/12 (2,416) | 29/12 (2,416) | 29/12 (2,416) | 29/12 (2,416) | 29/12 (2,416) | 29/12 (2,416) |
| Rapport de 2e vitesse                                | 26/15 (1,733) | 26/15 (1,733) | 26/15 (1,733) | 26/15 (1,733) | 26/15 (1,733) | 26/15 (1,733) | 26/15 (1,733) |
| Rapport de 3e vitesse                                | 24/18 (1,333) | 24/18 (1,333) | 24/18 (1,333) | 24/18 (1,333) | 24/18 (1,333) | 24/18 (1,333) | 24/18 (1,333) |
| Rapport de 4e vitesse                                | 20/18 (1,111) | 20/18 (1,111) | 20/18 (1,111) | 20/18 (1,111) | 20/18 (1,111) | 20/18 (1,111) | 20/18 (1,111) |
| Rapport de 5e vitesse                                | 20/21 (0,952) | 20/21 (0,952) | 20/21 (0,952) | 20/21 (0,952) | 20/21 (0,952) | 20/21 (0,952) | 20/21 (0,952) |
| Rapport de 6e vitesse                                | 19/23 (0,826) | 19/23 (0,826) | 19/23 (0,826) | 19/23 (0,826) | 19/23 (0,826) | 19/23 (0,826) | 19/23 (0,826) |
| Transmission                                         | Chaîne à joint torique # 520 | Chaîne à joint torique # 520 | Chaîne à joint torique # 520 | Chaîne à joint torique # 520 | Chaîne à joint torique # 520 | Chaîne à joint torique # 520 | Chaîne à joint torique # 520 |
| Nombre de maillons de chaîne                         | 110 | 110 | 108 | 108 | 108 | 108 | 108 |
| Rapport de transmission                              | 47/14 (3,357) | 44/15 (2,933) | 43/14 (3,071) | 41/15 (2,733) | 41/15 (2,733) | 43/14 (3,071) | 44/15 (2,933) |
| Système de conduite / Système de freinage            | | | | | | | |
| Poids du véhicule à sec (kg)                         | 113 | 113 | 118 | 118 | 130 | 124 | 124 |
| Suspension avant                                     | Fourche télescopique, Ø 43 mm, réglage de la précharge, réglage de l'amortissement en compression                                                          | Fourche télescopique, Ø 43 mm, réglage de la précharge, réglage de l'amortissement en compression                                                          | Fourche télescopique, Ø 43 mm, réglage de la précharge, réglage de l'amortissement en compression                                                          | Fourche télescopique, Ø 43 mm, réglage de la précharge, réglage de l'amortissement en compression                                                          | Fourche télescopique, Ø 43 mm, réglage de la précharge, réglage de l'amortissement en compression                                                          | Fourche télescopique, Ø 41 mm, réglage de l'amortissement en compression                                                                                   | Fourche télescopique, Ø 41 mm, réglage de l'amortissement en compression                                                                                   |
| Débattement de la suspension avant                   | 280 mm | 280 mm | 280 mm | 280 mm | 280 mm | 270 mm | 270 mm |
| Suspension arrière                                   | Un bras de commande relié par un système de levier avec un élément ressort-amortisseur, réglage de la précharge, réglage de l'amortissement en compression | Un bras de commande relié par un système de levier avec un élément ressort-amortisseur, réglage de la précharge, réglage de l'amortissement en compression | Un bras de commande relié par un système de levier avec un élément ressort-amortisseur, réglage de la précharge, réglage de l'amortissement en compression | Un bras de commande relié par un système de levier avec un élément ressort-amortisseur, réglage de la précharge, réglage de l'amortissement en compression | Un bras de commande relié par un système de levier avec un élément ressort-amortisseur, réglage de la précharge, réglage de l'amortissement en compression | Un bras de commande relié par un système de levier avec un élément ressort-amortisseur, réglage de la précharge, réglage de l'amortissement en compression | Un bras de commande relié par un système de levier avec un élément ressort-amortisseur, réglage de la précharge, réglage de l'amortissement en compression |
| Débattement de la suspension arrière                 | 280 mm | 280 mm | 280 mm | 280 mm | 280 mm | 270 mm | 270 mm |
| Angle du tube de direction                           | 62°30' | 62°30' | 62°30' | 62°30' | 62°30' | 62°30' | 62°30' |
| Avance                                               | 118 mm | 118 mm | 115 mm | 115 mm | 115 mm | 115 mm | 115 mm |
| Frein avant                                          | Disque simple, hydraulique, Ø 250 mm | Disque simple, hydraulique, Ø 250 mm | Disque simple, hydraulique, Ø 250 mm | Disque simple, hydraulique, Ø 250 mm | Disque simple, hydraulique, Ø 250 mm | Disque simple, hydraulique, Ø 250 mm | Disque simple, hydraulique, Ø 250 mm |
| Frein arriere                                        | Disque, hydraulique, Ø 220 mm | Disque, hydraulique, Ø 220 mm | Disque, hydraulique, Ø 220 mm | Disque, hydraulique, Ø 220 mm | Disque, hydraulique, Ø 220 mm | Disque, hydraulique, Ø 220 mm | Disque, hydraulique, Ø 220 mm |
| Capacité du réservoir de carburant (réserve)         | 9,5 l (1,8 l) | 9,5 l (1,8 l) | 9,0 l (2,0 l) | 9,0 l (2,0 l) | 9,0 l (2,0 l) | 9,0 l (2,0 l) | 9,0 l (2,0 l) |
| Capacité du système de lubrification                 | 2,1 l | 2,1 l | 2,1 l | 2,1 l | 2,1 l | 2,1 l | 2,1 l |
| Dimensions                                           | | | | | | | |
| Nombre de places                                     | 1 | 1 | 2 | 2 | 2 | 2 | 2 |
| Longueur totale (mm)                                 | 2 165 | 2 165 | 2 235 | 2 235 | 2 235 | 2 235 | 2 235 |
| Largeur (mm)                                         | 885 | 885 | 885 | 885 | 885 | 885 | 885 |
| Hauteur (mm)                                         | 1 250 | 1 250 | 1 245 | 1 245 | 1 245 | 1 245 | 1 245 |
| Empattement (mm)                                     | 1 440 | 1 450 | 1 440 | 1450 | 1450 | 1 440 | 1 450 |
| Garde au sol (mm)                                    | 310 | 310 | 290 | 290 | 290 | 280 | 280 |
| Hauteur de selle (mm)                                | 920 | 920 | 900 | 900 | 890 | 890 | 890 |